# Nebojša Popović (nogometaš)
Nebojša Popović (Vukovar, 4. travnja 1992.), hrvatski nogometaš i malonogometaš. Brat je pokojnog Danijela Popovića, mladog reprezentativca Hrvatske i igrača NK Osijeka.

## Karijera

### Igračka karijera
Nogometom se počeo baviti u osječkom Grafičaru. Kasnije je igrao za kadete zagrebačkoga Dinama, te do lipnja 2010. godine za juniore sesvetske Croatije kada je prešao u HNK Slogu iz Uskoplja gdje je odigrao 11 utakmica i postigao 3 pogotka. Uz seniore, povremeno je igrao i za juniore Sloge. U siječanjskom prijelaznom roku prešao je u premijerligaša NK Travnika. Za Travnik je debitirao 26. siječnja 2011. godine u utakmici s gradačačkom Zvijezdom. U istoj utakmici zabio je i svoj prvi pogodak.
Nakon Travnika, 2013. godine, prešao je u mostarski Zrinjski. Za Zrinjski je u službenim utakmicama debitirao na utakmici kvalifikacija za Europsku ligu protiv andorske UE Escale Santa Coloma. U debiju je postigao svoj prvi pogodak za novu momčad. Na posudbi u gabeoskom GOŠK-u proveo je proljetni dio sezone 2013./14., nakon čega i službeno postaje igrač GOŠK-a. U lipnju 2015. godine postao je novi igrač jajačkoga NK Metalleghe-BSI. S Metallegheom osvaja prvo mjesto u Prvoj ligi FBiH te ostvaruje plasman u Premijer ligu. U debitantskom nastupu Metalleghea u prvom razredu bosanskohercegovačkog nogometa postiže pogodak uz jednu asistenciju u pobjedi nad Čelikom (1:3) u Zenici.
Nakon Metalleghea igrao je za hrvatskoga niželigaša NK Radnički Dalj te za drugoligaša NK BSK Bijelo Brdo.
Kao igrač malog nogometa igrao je za MNK Bata Borovo u 2. HMNL Istok te za MNK Osijek u 1. HMNL.

### Reprezentativna karijera
Bio je na nekoliko okupljanja mladih hrvatskih reprezentacija, ali nije imao službenih nastupa sve do 24. svibnja 2011. godine kada je debitirao za hrvatsku reprezentaciju do 19 u kvalifikacijama za europsko prvenstvo protiv Estonije u Rovinju, a drugi u kvalifikacijskom susretu istog ciklusa protiv Belgije 26. svibnja 2011. godine u Novigradu.

## Vanjske poveznice
- Hercegovina.info Popovića nisu zaustavile ni velike tragedije, smrt brata, majke i oca, bolest sestre (članak iz Večernjega lista)
- (njem.) Profil na transfermarkt.de
- (engl.) Profil na uefa.com
- (njem.) Weltfussball Profil
- (engl.) Soccerway Profil